# Never for Ever
Never for Ever ist das dritte Studioalbum der britischen Artrock-Musikerin Kate Bush. Es erschien am 8. September 1980 bei EMI Records und war Bushs erstes Nummer-eins-Album in Großbritannien. Es enthält unter anderem den Top-10-Hit Babooshka.

## Entstehung
Nach ihrer Tournee 1979 begann Bush zusammen mit Toningenieur Jon Kelly, der sie bereits 1978 bei Lionheart unterstützte, mit der Produktion von Never for Ever. Es war Bushs erstes selbst produziertes Album.

## Veröffentlichung
Nach Abschluss der Arbeiten an dem Album im Mai 1980 wurde Never for Ever am 8. September 1980 veröffentlicht. In der darauffolgenden Woche unternahm Bush eine Promotiontour mit Signierstunden durch das Vereinigte Königreich, was in der Londoner Oxford Street zu langen Warteschlangen führte. Im Oktober unternahm sie eine Promotiontour durch Europa, vor allem in Deutschland und Frankreich. In den USA wurde das Album nach dem dortigen Misserfolg ihres Debüts zunächst nicht veröffentlicht. Nachdem Bush in den folgenden Jahren jedoch einen gewissen Kultstatus erlangte, wurde Never for Ever 1984 mit Verspätung auch in den USA veröffentlicht, nachdem ihr viertes Album The Dreaming in die Charts eingestiegen war.
Die Titel Violin und Egypt wurden bereits vorab während der Tour of Life im April und Mai 1979 aufgeführt und The Wedding List wurde in einem BBC Christmas Special am 28. Dezember 1979 ausgestrahlt.
Aus dem Album wurden drei Singles ausgekoppelt. Die erste, Breathing, erreichte im Vereinigten Königreich Platz 16, ebenso wie die dritte, Army Dreamers. Die zweite Single, Babooshka, platzierte sich im Vereinigten Königreich auf Rang fünf sowie auf Rang zwei in Australien.

## Stil
Kate Bushs erste beiden Alben hatten einen besonderen Sound hervorgebracht, der sich in allen Stücken wiederfand und aus üppigen Orchesterarrangements bestand, die den Sound der Band unterstützten. Die Bandbreite der Stile wurde auf Never for Ever erweitert und reicht von dem rocklastigen Titel Violin bis zu dem schwermütigen Walzer der Army Dreamers. Never for Ever war Bushs erstes Album, auf dem digitale Synthesizer wie der Fairlight CMI und Drumcomputer zum Einsatz kamen. Der Fairlight CM wurde hier von Richard James Burgess und John L. Walters von der Synthiepop-Band Landscape programmiert. Wie auch ihre beiden vorangegangenen Alben wurde Never for Ever zunächst am Klavier komponiert.

## Inhalt
Die Titel des Albums enthalten, wie die der vorangegangenen Alben, eine Reihe von literarischen und filmischen Zitaten.
In Babooshka erzählt Bush die Geschichte einer Frau, die die Loyalität ihres Ehemannes prüft, indem sie ihm Briefe unter einem jüngeren Pseudonym schreibt. In den Briefen verkörpert sie das Gegenteil dessen, was ihr Mann ihrer Meinung nach an ihr wahrnimmt. Letztendlich ruiniert sie mit ihrer Paranoia die gemeinsame Beziehung. Diese Geschichte wurde von dem Englischen Folksong Sovay inspiriert.
Delius (Song of Summer) wurde von dem BBC-Fernsehfilm Song of Summer von Ken Russell aus dem Jahr 1968 inspiriert, der die letzten sechs Lebensjahre des englischen Komponisten Frederick Delius mit Eric Fenby als dessen Amanuensis schildert. Fenby wird im Songtext als „in B, Fenby“ erwähnt.
Blow Away (for Bill) erinnert an Beleuchtungsdirektor Bill Duffield, der auf Bushs Tournee 1979 im Poole Arts Centre tödlich verunglückte. Der Song verbindet seinen Namen mit denen mehrerer Musikstars, die im vorangegangenen Jahrzehnt gestorben waren, wie Minnie Riperton, Keith Moon, Sandy Denny, Sid Vicious, Marc Bolan und Buddy Holly.
The Wedding List bezieht sich auf François Truffauts Film Die Braut trug schwarz (Originaltitel: La mariée était en noir) aus dem Jahr 1968, der seinerseits auf dem gleichnamigen Kriminalroman von Cornell Woolrich The Bride Wore Black basiert.
The Infant Kiss wurde vom Film Schloß des Schreckens (Originaltitel: The Innocents) von 1961 nach Henry James Erzählung The Turn of the Screw inspiriert. Es ist die Geschichte einer Gouvernante, die von der Überzeugung verängstigt wird, dass die beiden ihr anvertrauten Kinder von den Geistern verstorbener Hausangestellten besessen sind.
Army Dreamers handelt von den Auswirkungen des Krieges und von einer Mutter, die ihren Sohn betrauert, der bei einem Militärmanöver sein Leben verlor. Die trauernde Mutter ringt mit ihren Selbstzweifeln und dem Nachsinnen darüber, wie sie seinen Tod hätte verhindern können. Die BBC listete Army Dreamers während des Ersten Golfkriegs als einen von 68 Songs, die für eine Ausstrahlung als nicht geeignet angesehen wurden.
Breathing erzählt von einem Fötus, der sich nach Aufnahme von Nikotin durch den Tabakkonsum seiner Mutter der Vorgänge außerhalb des Mutterleibs bewusst wurde und sich durch nuklearen Fallout verängstigt sieht. In einem Interview aus dem Veröffentlichungsjahr bezeichnete Bush den Song als „ihre kleine Symphonie“ und bemerkte, dass sie ihn für ihr bisher bestes Werk hielt. Bush gab an, dass die Informationen des Songs hauptsächlich aus einem Dokumentarfilm über die Auswirkungen eines Atomkriegs stammten, wohingegen die Musik von Pink Floyds The Wall inspiriert wurde. Der Song wurde Anfang 1980 an drei Tagen aufgenommen.

## Cover
Das Cover, eine detailreiche Farbstiftzeichnung gefertigt von dem britischen Fotografen und Grafikdesigner Nick Price, zeigt Bush in einem Kleid im linken oberen Quadranten, in einer leicht nach hinten gelehnten Pose, auf den Fußzehen stehend und die Arme hinter dem Kopf verschränkt. Sie ist umgeben von Tieren, die unter ihrem Kleid hervorkommen, darunter eine Katze, eine Krähe, Tauben, Fische, Schmetterlinge, ein Schwan, eine Fledermaus, eine Schlange, aber auch fantasievollere, nicht realistische Gestalten.
Bush gab Price Anweisungen für das Design, doch letztendlich war es seine Entscheidung, seine Vision umzusetzen, wobei er einfache Anweisungen erhielt, die Licht- und Dunkelthemen vermitteln sollten. Was er schuf, resoniert fest mit Bushs innerer Welt und spiegelt die künstlerischen Einflüsse wider, die ihr am Herzen liegen. So bewunderte sie beispielsweise den Renaissance-Maler Pieter Bruegel für seine Fähigkeit, die Realität auf fantastische, doch tiefgreifende und elementare Weise darzustellen, sowie den Illustrator Arthur Rackham, dessen Werk Undine im Wind bemerkenswerte Ähnlichkeiten mit der Figur von Bush auf dem Cover aufweist.
Das Cover wurde vom Record Mirror zum Greatest Album Cover of 1980 (besten Albumcover 1980) gewählt.
Bei der 1987 in Japan veröffentlichten CD wurde das Covermotiv verändert, in dem ein Ausschnitt des ursprünglichen Covers vergrößert abgedruckt wurde, so dass zwei verschiedene Booklet-Cover entstanden: das äußere, modifizierte, und darunter das ursprüngliche.

## Titelliste
Alle Titel wurden von Kate Bush getextet und komponiert.
| Nr.          | Titel                   | Länge |
| ------------ | ----------------------- | ----- |
| 1.           | Babooshka               | 3:20  |
| 2.           | Delius (Song of Summer) | 2:51  |
| 3.           | Blow Away (For Bill)    | 3:33  |
| 4.           | All We Ever Look For    | 3:47  |
| 5.           | Egypt                   | 4:10  |
| Gesamtlänge: | Gesamtlänge:            | 17:41 |

| Nr.          | Titel               | Länge |
| ------------ | ------------------- | ----- |
| 6.           | The Wedding List    | 4:15  |
| 7.           | Violin              | 3:15  |
| 8.           | The Infant Kiss     | 2:50  |
| 9.           | Night Scented Stock | 0:51  |
| 10.          | Army Dreamers       | 2:55  |
| 11.          | Breathing           | 5:29  |
| Gesamtlänge: | Gesamtlänge:        | 19:35 |

## Besetzung
- Kate Bush – Gesang, Klavier, Keyboard, Begleitgesang, Synthesizer, Elektrophon
- Max Middleton – Fender Rhodes, Minimoog
- Duncan Mackay – Fairlight CMI
- Michael Moran – Analogsynthesizer Prophet-5
- Larry Fast – Synthesizer
- Alan Murphy – E-Gitarre, Akustikgitarre, E-Bass
- Brian Bath – E-Gitarre, Akustikgitarre, Begleitgesang
- Paddy Bush – Begleitgesang, Balalaika, Sitar, Koto, Psalterium, Harmonium, Singende Säge, Mandoline
- Kevin Burke – Violine
- Adam Skeaping – Bratsche
- Joseph Skeaping – Lira da Gamba
- John Giblin – Fretless Bass, E-Bass
- Del Palmer – Fretless Bass, E-Bass
- Preston Heyman – Schlagzeug, Perkussion, Begleitgesang
- Stuart Elliott – Schlagzeug, Bodhrán
- Morris Pert – Pauken, Schlagzeug
- Ian Bairnson – Begleitgesang
- Gary Hurst – Begleitgesang
- Andrew Bryant – Begleitgesang
- Roy Harper – Begleitgesang
- The Martyn Ford Orchestra – Streichinstrumente

Technik
- Kate Bush – Produktion, Arrangement
- Jon Kelly – Coproduzent, Toningenieur
- Jon Jacobs – Tontechnik
- John L. Walters – Programmierung Fairlight CMI
- Richard James Burgess – Programmierung Fairlight CMI
- Max Middleton – Streicherarrangement
- Adam Skeaping – Streicherarrangement

## Rezensionen
Never for Ever wurde von den damaligen Musikkritikern positiv aufgenommen, mit Ausnahme einer seltsam kritischen Rezension im Record Mirror, die das Album und Bush selbst zu kritisieren schien, während sie eine Reihe von Titeln jedoch lobte. Vor allem aufgrund dieses Albums wurde Bush in Umfragen von Melody Maker, Sounds, dem Sunday Telegraph und Capital Radio zur Besten weiblichen Künstlerin des Jahres 1980 gewählt. Bush selbst sagte, dass es ihr bisheriges Lieblingsalbum war. In jüngerer Zeit gab AllMusic dem Album eine positive Bewertung und lobte vor allem die drei Singles, sagte aber auch, dass Bush die Formel auf späteren Alben verbessern würde.

## Kommerzieller Erfolg

### Chartplatzierungen
Never for Ever stieg am 14. September 1980 auf Platz 1 der britischen Albumcharts ein. Bush war damit die erste britische Solokünstlerin, deren Album auf Platz 1 einstieg. Ebenso ist Never for Ever das erste Studioalbum einer Solokünstlerin, das im Vereinigten Königreich die Chartspitze erreichte, zuvor hatten nur Barbra Streisand, Connie Francis und Diana Ross mit Kompilationsalben die Spitzenplatzierung erreicht, wobei Ross’ Album Join the Temptations dem Projekt Diana Ross & The Supremes zugeschrieben wurde und nicht als Soloalbum geführt wurde. Never for Ever konnte sich zum Veröffentlichungszeitraum 23 Wochen in den Charts platzieren, im Jahr 2014 stieg es nochmal für zwei Wochen in die Charts ein. Somit platzierte sich Never for Ever 25 Wochen in den britischen Albumcharts, acht davon in den Top 10 und eine an der Chartspitze. Das Album avancierte nach The Kick Inside und Lionheart zum dritten Chart- und zugleich Top-10-Album von Bush, erstmals platzierte sie sich an der Chartspitze der britischen Albumcharts.
In Deutschland stieg Never for Ever erstmals am 29. September 1980 auf Rang 52 der Albumcharts ein und erreichte seine beste Chartnotierung zwei Wochen später mit Rang fünf. Das Album konnte sich bis zum 27. April 1981 31 Wochen in den Charts platzieren, zwei davon in den Top 10. Wie in den britischen Charts avancierte es nach den Alben The Kick Inside und Lionheart zum dritten Chartalbum von Bush. Erstmals erreichte sie die Top 10 der Albumcharts. Darüber hinaus erreichte das Album Top-10-Platzierungen in den Niederlanden (Rang 4) und Norwegen (Rang 2). 1980 platzierte sich Never for Ever auf Rang 27 der britischen Album-Jahrescharts sowie auf Rang 58 in Deutschland.
| ChartsChartplatzierungen     | Höchstplatzierung | Wochen |
| ---------------------------- | ----------------- | ------ |
| Deutschland (GfK)            | 5 (31 Wo.)        | 31     |
| Vereinigtes Königreich (OCC) | 1 (25 Wo.)        | 25     |

| ChartsJahrescharts (1980)    | Platzierung |
| ---------------------------- | ----------- |
| Deutschland (GfK)            | 58          |
| Vereinigtes Königreich (OCC) | 27          |

### Auszeichnungen für Musikverkäufe
| Land/Region                  | Auszeichnungen für Musikverkäufe (Land/Region, Auszeichnung, Verkäufe) | Verkäufe |
| ---------------------------- | ---------------------------------------------------------------------- | -------- |
| Deutschland (BVMI)           | Gold                                                                   | 250.000  |
| Frankreich (SNEP)            | Gold                                                                   | 100.000  |
| Kanada (MC)                  | Platin                                                                 | 100.000  |
| Niederlande (NVPI)           | Gold                                                                   | 50.000   |
| Vereinigtes Königreich (BPI) | Gold                                                                   | 100.000  |
| Insgesamt                    | 4× Gold · 1× Platin ·                                                  | 600.000  |

## Trivia
Never for Ever ist neben dem Album Director’s Cut von 2011 Kate Bushs einziges Studioalbum, das keinen Titelsong hat. Laut Bush spielte der Titel auf sich widersprechende gute und schlechte Emotionen an, die schließlich vergehen: „Wir müssen unseren Herzen sagen, dass es nie für immer ist, und froh sein, dass es so ist“.